# Afrolimnophila basispina
Afrolimnophila basispina là một loài ruồi trong họ Limoniidae. Chúng phân bố ở miền Cổ bắc.